# Force aérienne uruguayenne
La Force aérienne uruguayenne (en espagnol : Fuerza Aérea Uruguaya) est la principale composante aérienne des forces armées de l'Uruguay.

## Historique
L’aviation militaire est apparue en Uruguay quand fut créé l’École d’Aviation militaire le 17 mars 1913 sur un petit terrain situé à 50 km de Montevideo. Parmi les 10 officiers sélectionnés pour apprendre à piloter sur des biplans Farman sous la conduite d’un instructeur français se trouvaient Juan Manuel Boiso Lanza, qui eut le triste privilège d’être le premier militaire uruguayen tué dans un accident d’avion, le 10 août 1918, et Alférez Cesáreo L. Berisso, futur commandant de l’école.
L’instructeur ayant regagné l’Europe au début de la guerre, d'autres officiers furent envoyés apprendre le pilotage en Argentine et au Chili jusqu’à la création de l’École Militaire d’Aviation le 20 novembre 1916. Durant les années 1920 un certain nombre d’avions furent achetés en Europe : 16 Avro 504K, une trentaine de Breguet XIV, 28 Nieuport 27.... En 1935 l’École donna naissance à l’Aeronáutica Militar et cinq escadrilles furent constituées sur autant de bases aériennes, avec un matériel largement français (Potez 25, SPAD S.VII et SPAD S.XIII...), mais aussi britannique (de Havilland DH.82 Tiger Moth) ou italien (IMAM Ro.37).
Durant la Seconde Guerre mondiale arrivèrent les premiers appareils américains : Beech AT-11, Douglas C-47 Skytrain, Waco JHD, Curtiss SNC-1, North American T-6 Texan et North American B-25 Mitchell, puis North American P-51 Mustang. Le 4 décembre 1952 l’Aéronautique militaire, qui comptait 9 groupes d’aviation, fut rebaptisé Fuerza Aérea Militar. Devenant en même temps une arme indépendante, elle se réorganisait en trois grands commandements : Tactique, Entrainement et Matériel.
Les premiers avions à réaction de la FAU furent des Lockheed T-33 achetés neufs en 1956, puis des Lockheed P-80 Shooting Star deux ans plus tard. Les premiers hélicoptères furent des Bell 47 et des Hiller H-23F.
Au début des années 1980, l’Uruguay a entrepris la modernisation de son équipement, mettant en service des CASA C-212, Embraer EMB 110, Lockheed C-130 Hercules, Beechcraft T-34 Mentor et Pilatus PC-7, des hélicoptères Bell 212 and Bell UH-1 Huey et des avions d’attaque FMA IA-58 Pucará et Cessna A-37 Dragonfly. Malgré la mise en service de SIAI Marchetti SF.260, de Cessna 206 ou de Westland Wessex HC2, le parc aérien de la FAU était probablement le plus ancien d’Amérique Latine au début des années 2000 et aucun programme de modernisation n’était prévu. En septembre 2020, on annonce le prochain achat de deux C-130H a l'Espagne pour remplacer les C-130A.
Le 26 aout 2024, Embraer annonce que la Force aérienne uruguayenne acquiers un maximum de 6 Embraer EMB 314 livrable en 2025. Il s'agit du premier achat d'avions de combat depuis 1981.

## Équipements principaux
Les appareils en service en début d'année 2024 sont les suivants :
| Aéronefs                    | Origine                | Type                                                           | En service             | Versions               |                        |                        |
| Avion d'attaque au sol      | Avion d'attaque au sol | Avion d'attaque au sol                                         | Avion d'attaque au sol | Avion d'attaque au sol | Avion d'attaque au sol | Avion d'attaque au sol |
| --------------------------- | ---------------------- | -------------------------------------------------------------- | ---------------------- | ---------------------- | ---------------------- | ---------------------- |
| Cessna A-37 Dragonfly       | États-Unis             | Avion d’attaque au sol et de reconnaissance tactique           | 7                      | A-37A.                 |                        |                        |
| Avion de transport          |                        |                                                                |                        |                        |                        |                        |
| Lockheed C-130 Hercules     | États-Unis             | Avion de transport tactique                                    | 2                      | C-130H,                |                        |                        |
| Casa C-212 Aviocar          | Espagne                | Avion de transport tactique et de patrouille maritime          | 4                      | C-212-300 et C-212MP.  |                        |                        |
| Embraer Emb-110 Bandeirante | Brésil                 | Avion de transport et de reconnaissance                        | 2                      | Emb-110A.              |                        |                        |
| Embraer Emb-120 Brasilia    | Brésil                 | Avion de transport VIP                                         | 1                      | Emb-120A.              |                        |                        |
| Cessna U-206                | États-Unis             | Avion de liaisons et d’évacuation sanitaire                    | 4                      | U-206H.                |                        |                        |
| Beechcraft Baron            | États-Unis             | Avion de liaisons                                              | 4                      | Baron 55 et Baron 58.  |                        |                        |
| Avion d'entraînement        |                        |                                                                |                        |                        |                        |                        |
| Pilatus PC-7 Turbo Trainer  | Suisse                 | Avion d’entraînement intermédiaire et de reconnaissance diurne | 4                      | PC-7U.                 |                        |                        |
| SIAI-Marchetti SF-260       | Italie                 | Avion d’entraînement initial et intermédiaire                  | 5                      | SF-260TP et SF-260W.   |                        |                        |
| Hélicoptère                 |                        |                                                                |                        |                        |                        |                        |
| Bell 212                    | États-Unis             | Hélicoptère de recherches-sauvetages en mer et de liaisons     | 3                      | 212A.                  |                        |                        |
| Bell UH-1 Iroquois          | États-Unis             | hélicoptère d’assaut et de manœuvre                            | 3                      | UH-1H.                 |                        |                        |
| Eurocopter AS-365 Dauphin 2 | Union européenne       | Hélicoptère de recherches-sauvetages en mer et de liaisons     | 2                      | AS-365N.               |                        |                        |